# Brachyotum grisebachii
Brachyotum grisebachii är en tvåhjärtbladig växtart som beskrevs av Célestin Alfred Cogniaux. Brachyotum grisebachii ingår i släktet Brachyotum och familjen Melastomataceae. Inga underarter finns listade i Catalogue of Life.